# Rheinmetall Rh 202
O MK 20 Rh 202 (diminutivo para MaschinenKanone 20 mm Rheinmetall) é um canhão antiaéreo automático de 20 mm desenvolvido e produzido pela Rheinmetall.
O canhão é usado em veículos militares de origem alemã, como o Marder, o Spähpanzer Luchs, entre outros.
Os navios alemães também fazem uso do Rh 202 (normalmente dois em fragatas e destruidores, e quatro em navios de maior envergadura; contudo, actualmente estão a ser substituídos por canhões Mauser (agora uma subsidiária da Rheinmetall) MLG 27, de 27 mm, controlados remotamente.